# Chambre de commerce et d'industrie de l'Ariège
La chambre de commerce et d'industrie de l'Ariège est la CCI du département de l’Ariège. Son siège est à Foix au 21, cours Gabriel Fauré.
Elle fait partie de la chambre de commerce et d'industrie de région Occitanie.

## Missions
C'est un organisme consulaire chargé de représenter les intérêts des quelque 5 000 entreprises commerciales, industrielles et de service du département de l’Ariège et de leur apporter certains services. C'est un établissement public qui gère en outre des équipements au profit de ces entreprises.
Comme toutes les CCI, elle est placée sous la tutelle du préfet du département représentant le ministère chargé de l'industrie et le ministère chargé des PME, du Commerce et de l'Artisanat.
Le président de la CCI a été Paul-Louis Maurat de 1988 à 2021. Josiane Gouze-Fauré est présidente depuis novembre 2021.

### Service aux entreprises
- Centre de formalités des entreprises
- Assistance technique au commerce
- Assistance technique à l'industrie
- Assistance technique aux entreprises de service
- Point A (apprentissage)

### Gestion d'équipements
Dès 2014, la CCI a souhaité se désengager des aérodromes de Pamiers - les Pujols et de Saint-Girons - Antichan.
Fin 2016, le Conseil départemental de l'Ariège achète à la CCI les 40 hectares de l'aérodrome de Saint-Girons - Antichan avec les équipements.

### Centres de formation
- Institut de formation consulaire Ariège Pyrénées (IFCAP) à Saint-Paul-de-Jarrat[5].

## Historique
17 janvier 1899 : Création de la CCI de l'Ariège.

## Pour approfondir